# Wikipédia en alémanique
Wikipédia en alémanique (en alémanique : Alemannische Wikipedia) est l’édition de Wikipédia en alémanique, langue germano-néerlandaise parlée principalement en Alsace, en Allemagne, en Suisse alémanique. L'édition est lancée le 13 novembre 2003. Son code est : als, bien que le code ISO 639-3 als désigne le tosque.
Au 21 mars 2025, l'édition en alémanique contient 31 015 articles et dispose de  109 995 contributeurs, dont 98 contributeurs actifs et 7 administrateurs.

## Présentation
L'édition a été créée le 13 novembre 2003 sous la forme d'une Wikipédia en alsacien, d'où son code als. Ce code est cependant erroné car il est réservé dans la codification ISO 639 au tosque qui est un dialecte de l'albanais. Entretemps, cette Wikipédia s'est élargie à la langue alémanique, dont l'alsacien fait partie, dont le code ISO 639 est gsw.
Parmi les variantes d'alémanique que l'on trouve figurent :
- le suisse allemand ;
- l'alémanique du Pays de Bade en Allemagne ;
- l'alsacien ;
- le souabe dans le Souabe (Bade-Wurtemberg) en Allemagne ;
- des dialectes de la vallée du Lys en vallée d'Aoste en Italie, du Vorarlberg en Autriche, du Liechtenstein.

Depuis septembre 2009, la page d'accueil est déclinée dans plusieurs dialectes ; des onglets au haut de la page mènent aux différentes versions.

Répartition géographique de l'alémanique.

## Ouverture de Wikipédia aux langues minoritaires
Initialement, les dialectes n'étaient pas prévus dans Wikipédia. Un informaticien alsacien, Alexis Dufrenoy, a demandé s'il était possible de créer une Wikipédia en alsacien. Cela a conduit à des discussions sur l'intérêt d'avoir des Wikipédias dans des langues minoritaires. Finalement, le fondateur de Wikipédia lui-même, Jimmy Wales, a décidé que les dialectes seraient acceptés.

## Respect des variantes dialectales
La langue alémanique n'est pas standardisée, elle existe à travers de nombreuses variantes régionales. Parmi ces variantes, certaines sont plus ou moins parlées, plus ou moins menacées, mais toutes sont traitées dans Wikipédia sur un pied d'égalité. On ne cherche pas à standardiser l'alémanique.
Certaines règles permettent de gérer cette variété dialectale dans Wikipédia :
- Les messages système et les libellés des menus sont forcément rédigés dans un dialecte donné, on s'efforce donc de choisir des termes compréhensibles par tous.
- Un article rédigé dans un certain dialecte doit le rester, notamment au cours des contributions successives. La mention  Dialäkt : [titre]  peut être placée en début d'article pour définir quel est le dialecte utilisé ; cependant, ceci ne se fait que dans des articles concernant des thèmes régionaux.
- Une exception à la règle précédente s'applique pour les articles portant sur un lieu où l'on parle un dialecte alémanique. Dans ce cas, l'idéal est que l'article soit rédigé dans son dialecte local. Il est alors accepté et même recommandé de remplacer (s'il y a lieu) le dialecte de départ par le dialecte approprié.
- Une certaine standardisation est possible dans l'écriture. Le but n'est pas de modifier ou d'homogénéiser la prononciation, mais de la retranscrire le plus fidèlement possible en suivant des règles communes. Des règles bien connues sont la méthode Dieth (plus répandue en Suisse) et la méthode Orthal (plus répandue en Alsace). Chaque contributeur reste libre de suivre une règle ou non.
- Les noms des articles doivent être gérés de manière rigoureuse pour pouvoir être aisément retrouvés. La solution retenue est l'utilisation de la langue standard de référence : l'allemand (ou la langue locale pour les noms officiels). Par exemple : l'article en alémanique sur la pomme de terre est enregistré sous le terme allemand "Kartoffel" ; même si ce mot n'est pas alémanique, il est connu par l'ensemble des locuteurs alémaniques. Autre exemple : l'article sur le "Bas-Rhin" est enregistré ici sous son nom français (officiel).
Cette méthode ne correspond pas à celle qu'utilisent les Bavarois (où le premier auteur peut fixer le titre) ni à celle des Franciques ripuaires (où on crée une redirection de chaque orthographe possible, car ces dernières sont généralement considérées plus compliquées à appliquer).

## Statistiques

Logo des "10 ans".

- Le 8 mai 2009, l'édition en alémanique atteint le seuil de 5 000 articles.
- Le 22 juin 2011, elle atteint le seuil de 10 000 articles.
- Le 15 février 2018, elle compte 23 964 articles, 61 582 utilisateurs, 79 utilisateurs actifs[N 1] et 8 administrateurs[5].
- Le 20 septembre 2022, elle contient 29 097 articles et dispose de 93 158 contributeurs, dont 87 contributeurs actifs et 9 administrateurs.
- Le 28 août 2024, elle contient 30 584 articles et dispose de 106 485 contributeurs, dont 80 contributeurs actifs et 8 administrateurs.

## Célébration pour le dixième anniversaire
Pour les dix ans de son existence, la Wikipédia en alémanique compte plus de 15 600 articles. Pendant le mois de novembre 2013, elle se pare d'un logo créé spécialement pour l'événement.
Le troisième concours du meilleur nouvel article est organisé, avec pour thème un sujet devant appartenir à la fois à une région alémanique et à l'actualité des dix dernières années. Une rencontre entre les participants a eu lieu, du 22 au 24 novembre 2013 à Karlsruhe, en marge de la WikiCon 2013 (de) de Wikimédia Allemagne (de).